# Cantone di Fougères-Nord
Il Cantone di Fougères-Nord era una divisione amministrativa dell'arrondissement di Fougères-Vitré.
A seguito della riforma approvata con decreto del 18 febbraio 2014, che ha avuto attuazione dopo le elezioni dipartimentali del 2015, è stato soppresso.

## Composizione
Comprendeva parte della città di Fougères e i comuni di:
- Beaucé
- La Chapelle-Janson
- Fleurigné
- Laignelet
- Landéan
- Le Loroux
- Luitré
- Parigné
- La Selle-en-Luitré